# Résolution 983 du Conseil de sécurité des Nations unies
Membres permanents
- Chine
- États-Unis
- France
- Royaume-Uni
- Russie

Membres non permanents
- Allemagne
- Argentine
- Botswana
- Honduras
- Indonésie
- Italie
- Nigéria
- Oman
- République tchèque
- Rwanda

Résolution no 982 Résolution no 984
Dans la résolution 983 du Conseil de sécurité des Nations Unies, adoptée à l'unanimité le 31 mars 1995, après avoir rappelé la résolution 795 (1992) sur la Macédoine, le Conseil a exprimé son inquiétude face aux menaces pesant sur la stabilité du pays et a créé la Force de déploiement préventif des Nations unies (FORDEPRENU) en renommant l'unité de la Force de protection des Nations unies (FORPRONU) en Macédoine dans le pays pour une période se terminant le 30 novembre 1995.
Le Conseil était déterminé à protéger la souveraineté, l'intégrité territoriale et l'indépendance de la Macédoine et a salué le rôle de la FORPRONU dans le pays. Elle a été invitée à poursuivre sa coopération avec l'Organisation pour la sécurité et la coopération en Europe. Le Conseil e exhorté les États membres fournissent toute l'assistance nécessaire.
Le Secrétaire général a été prié de tenir le Conseil informé des développements. Ce dernier avait précédemment créé l'Opération des Nations Unies pour le rétablissement de la confiance en Croatie (ONURC) dans la résolution 981.

## Voir également
- Guerre de Bosnie-Herzégovine
- Dislocation de la Yougoslavie
- Guerre de Croatie
- Guerres de Yougoslavie